# Shankar Balasubramanian

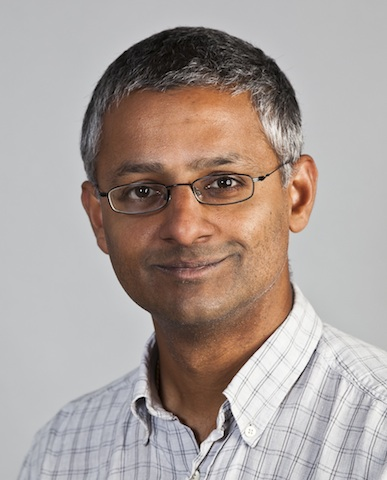
Shankar Balasubramanian

Sir Shankar Balasubramanian (* 30. September 1966 in Chennai) ist ein indisch-britischer Biochemiker und Hochschullehrer an der Universität Cambridge (Herchel Smith Professor of Medicinal Chemistry). Er befasst sich mit Biochemie von Nukleinsäuren.

## Leben
Balasubramanian kam 1967 mit seinen Eltern nach England und wuchs in Runcorn auf. Er studierte an der Universität Cambridge (Fitzwilliam College). 1992 wurde er bei Chris Abell promoviert mit einer Dissertation über die Synthese des Enzyms Chorismatsynthase. Als Post-Doktorand war er bei Steven J. Benkovic an der Pennsylvania State University. Ab 1994 war er Lecturer in Cambridge, 2003 Reader und ab 2007 Professor für chemische Biologie. 2008 wurde er Herchel Smith Professor für medizinische Chemie. Er ist auch Gruppenleiter am Cancer Research UK Cambridge Institute.
Er erforscht DNA- und RNA-Strukturen wie G-Quadruplexe und chemisch modifizierte Basen in der DNA. Von ihm und David Klenerman stammt eine weit verbreitete, kostengünstige DNA-Sequenzierungs-Methode (Solexa-Illumina-Sequenzierung, heute kommerzialisiert von der Firma Illumina). Die Idee kam Balasubramanian 1997 in einer Diskussion mit Klenerman in einem Pub, woraufhin sie die Firma Solexa gründeten, die später von Illumina übernommen wurde. Er forscht zur Epigenetik des Erbmaterials, kommerzialisiert über die Firma Cambridge Epigenetix.
Shankar Balasubramanian erhielt 1998 den Glaxo-Wellcome Award, 2002 die Corday-Morgan-Medaille der Royal Society of Chemistry und 2013 den Tetrahedron-Preis. Er ist seit 2012 Fellow der Royal Society und gehört seit 2013 der Academy of Medical Sciences in Großbritannien sowie der European Molecular Biology Organization (EMBO) an. Im Jahr 2010 wurde er als Innovator of the Year des Biotechnology and Biological Sciences Research Council ausgezeichnet. 2017 wurde Balasubramanian als Knight Bachelor in den Adelsstand erhoben, 2018 erhielt er die Royal Medal. Für 2020 wurde Balasubramanian gemeinsam mit David Klenerman der Millennium Technology Prize zugesprochen, für 2022 Balasubramanian, Klenerman und Pascal Mayer der Breakthrough Prize in Life Sciences. 2023 wurde Balasubramanian zum Mitglied der National Academy of Sciences und der Academia Europaea gewählt, 2024 in die National Inventors Hall of Fame aufgenommen. 2024 wurde er mit dem Canada Gairdner International Award ausgezeichnet. 2025 wurde er mit der Prelog-Medaille und -Vorlesung geehrt.